# 1620
Năm 1620 (số La Mã: MDCXX) là một năm nhuận bắt đầu từ ngày thứ tư trong lịch Gregory (hoặc một năm nhuận bắt đầu từ ngày thứ Bảy [1] của lịch Julius chậm hơn 10 ngày).

## Sự kiện
- Chúa Sãi Nguyễn Phúc Nguyên chấp nhận lời hỏi cưới con gái ông của quốc vương Chân Lạp là Chey Chetta II, gả con gái là công nữ Ngọc Vạn cho Chey Chetta II.